# Legionella pneumophila
La Legionella pneumophila è un sottile batterio Gram-negativo pleomorfico, flagellato del genere Legionella. La L. pneumophila è il principale agente patogeno di questo gruppo per l'uomo a cui provoca la legionellosi o malattia dei legionari, oppure può provocare una forma più leggera detta febbre di Pontiac.

## Caratteristiche
La L. pneumophila è un batterio non alcool-acido resistente, asporigeno, e non capsulato. Aerobio, non è in grado di idrolizzare la gelatina, produrre ureasi o fermentare sostanze. Il batterio inoltre non è pigmentato o autofluorescente ed è ossidasi e catalasi positivo; produttore di beta lattamasi.

### Struttura della membrana cellulare
La L. pneumophila è classificata come organismo gram negativo, ma si colora poco perché ha un contenuto unico di lipopolisaccaridi (LPS) nella sua membrana esterna. Sulla catena laterale dell'LPS è posizionato il residuo che dà specificità antigenica a questo organismo. La composizione chimica di queste catene laterali è data dall'unione di diversi residui glicidici che assieme determinano la natura dell'antigene somatico (detto per convenzione: "O"), che è un importante criterio per classificare i batteri gram negativi. Sono riconosciuti almeno 35 differenti sierotipi di L. pneumophila e sono state descritte anche numerose altre specie anch'esse così suddivise.
La sierologia si attua tramite agglutinazione dei batteri nel tessuto e usando anticorpi marcati fluorescenti. Si possono trovare anche gli anticorpi del paziente tramite la sierologia indiretta col metodo ELISA oppure usando i test di microagglutinazione, che sembrano dare buoni risultati.

## Patogenesi
La L. pneumophila è un parassita intracellulare facoltativo che può invadere le amebe o i macrofagi nell'uomo e usarli per replicarsi. L'internalizzazione dei batteri è favorita dalla presenza di anticorpi e componenti del complemento ma non è obbligatoria. Il ciclo replicativo ha inizio con il legame di una proteina (porina) della membrana esterna ai componenti del complemento con conseguente deposizione del componente C3b sulla superficie batterica; i batteri si legano ai recettori CR3 per il complemento espressi dai fagociti dell'ospite penetrando all'interno della cellula grazie a pseudopodi che avvolgono il batterio e aiutano la fagocitosi. Una volta internalizzato, il microorganismo impedisce la fusione del vacuolo con i lisosomi  che altrimenti lo degraderebbero, quindi si moltiplica in questo compartimento protetto. Il batterio usa un sistema di secrezione di tipo IVB conosciuto come Icm/Dot per iniettare proteine effettrici nell'ospite. Questi effettori sono implicati nell'aumentare l'abilità del batterio di sopravvivere nella cellula ospite. Inoltre secerne una metalloproteasi che pesa  39 kDa  dentro i fluidi di coltura che è citotossica per alcune linee cellulari coltivabili.
Il patogeno in natura fu isolato la prima volta nel 1976 a un incontro di anziani veterani della Legione Americana che si tenne a Philadelphia in Pennsylvania (da qui il nome legionellosi). L'infezione colpì oltre 200 persone con 34 morti. La trasmissione interumana aerea non è stata dimostrata.